# Taru
Taru ist ein weiblicher Vorname.

## Herkunft und Bedeutung
Der Name bedeutet im Finnischen etwa Legende/Mythos. Er wird aber auch als finnische Verkleinerungsform von Tarja verwendet.

## Bekannte Namensträgerinnen
- Taru Alho (* 1985), finnische Volleyballspielerin
- Taru Lahti (* 1992), finnische Volleyball- und Beachvolleyballspielerin
- Taru Laihanen (* 1986), finnische Fußballspielerin
- Taru Rinne (* 1968), finnische Motorradrennfahrerin